# 格雷特纳征
格雷特纳征（Grey Turner's sign）指患者腰部、 季肋部和下腹部皮肤呈蓝色，是血液自腹膜后间隙渗到侧腹壁皮下的体征。该体征通常在发病24-48小时后显现，可作为急性胰腺炎重症发作的预测指标。
格雷·特纳征常与卡伦征（Cullen's sign）共存，二者均提示可能并发胰腺坏死合并腹膜后或腹腔内出血。
尽管格雷特纳征被描述为皮肤呈现为蓝色，实际上类似在任何其他组织中看到的由外伤引起的瘀伤：在侧腹观察到的变色可以是红色、绿色、黄色或紫色，具体取决于腹壁组织中红细胞分解的程度。

## 病因
主要致病因素包括：
- 急性胰腺炎：由发炎胰腺释放的经血液分解产生的正铁血红蛋白沿腹部皮下扩散
- 胰腺出血[5]
- 腹膜后出血
- 腹部钝挫伤
- 异位妊娠破裂出血
- 凝血功能障碍引发的自发性出血
- 主动脉瘤破裂[5]

## 命名
本征以20世纪英国著名外科医师乔治·格雷·特纳（英語：George Grey Turner）的姓氏命名。